# 앨빈 토플러
앨빈 토플러(영어: Alvin Toffler, 1928년 10월 3일 ~ 2016년 6월 27일)는 뉴욕 시티에서 출생한 미국의 작가이자 미래학자 겸 저술가로, 디지털 혁명, 통신 혁명, 사회 혁명, 기업 혁명과 기술적 특이성 등에 대한 저작으로 유명하다.
뉴욕 대학에서 영문학을 전공했고 이후에는 미국 중서부 지방에서 5년간 노동자로 산업사회의 대량생산의 현장에서 일했다. 한편 앨빈의 아내인 하이디 토플러는 대학시절 언어학을 전공하는 학생일 때 만나게 되었으며 이후 중서부지방에서 토플러가 노동자로 일하는 동안 하이디는 알루미늄 공장에서 일하면서 노동조합의 간사로 일하기도 하였다. 이때 노조의 지원을 받는 신문에서 일하게 되었으며 이후 펜실바이아 데일리지의 워싱턴 지국에서 일하게 되면서 3년 동안 미국 의회와 백악관 출입 기자를 하게 되었다. 이후 뉴욕으로 돌아가 포춘(Fortune)지의 노동관계 컬럼니스트로 일했고 이때부터 경제와 경영 그리고 기술과 기술에 의한 영향에 대한 관심사를 넓혀갔으며 이에 대한 저술을 시작했다. 이후 토플러의 관심은 사회의 변혁에 대한 반응을 조사하는 것으로 이어졌으며 21세기 군사 무기와 기술의 발달에 의한 힘의 증가와 자본주의의 발달에 많은 관심을 가지고 활동했다. 포춘을 떠나게 되면서 IBM사의 의뢰로 사회와 조직이 어떻게 컴퓨터로부터 영향을 받는지에 대한 논문을 썼다. 이때 그는 컴퓨터 업계의 전설적인 대가들과 인공지능 전문가들과 교류하게 되었으며 제록스사는 제록스 연구서에 대한 기사를 의뢰하고 AT&T는 전략상 자문을 의뢰하기도 하였다. 이러한 활동은 이후 발전하는 통신기술에 대한 연구로 이어졌으며 정부의 AT&T 해체 명령을 이보다 십여 년 전에 예측하기도 했다.
1960년대 중반에 <미래의 충격>을 저술하기 시작했으며 이 책으로 인해 토플러의 작가이자 강사로서의 경력이 본격적으로 시작되었다. 1996년에는 톰 존슨과 함께 토플러 어소시에이츠를 설립하였으며 이 회사를 통해 그가 가진 아이디어들을 실현화하는 활동을 벌였다. 대한민국, 맥시코, 싱가포르, 오스트레일리아, 미국의 정부들과 비정부민간단체, 일반기업들을 대상으로 컨설팅 프로젝트를 수행하였다. 그는 그의 아내이자 공동저자인 하이디 토플러와 함께 활동하였으며, 말년에는 미국의 로스앤젤레스에 거주하였다. 파이낸셜 타임즈지에 따르면 그는 생전에 "세계에서 가장 유명한 미래학자"로 불렸다.
2016년 6월 27일 사망하였다.

## 경력
토플러는 말년에 코넬대학의 객원교수로 재직하였으며, New School for Social Research의 일원이며, 러셀 세이지 재단의 객원 학자로 지냈다. 그는 맥킨지 재단의 경영학 저서 활동의 공로로 상을 받았으며 다수의 명예 박사학위를 수여 받았다. 그는 미국 정부의 일반회계감사 자문위원회에도 참여하였으며 과학 발전을 위한 미국인 협회의 회원이었다. 또한 전략 연구 국제 연구소의 회원이었다. 2006년에는 브라운 대학의 독립 상의 수상자로 지명되었다. 이상은 각 분야에서 독립적으로 큰 성과를 거둔 이에게 수여하는 상이다.

## 사상
토플러는 "사회는 노인을 공경하고 정직하고 인정이 많은 사람을 필요로 한다. 사회는 병원에서 일할 사람을 필요로 한다. 사회는 그저 인식적인 면에서 뿐 아니라 감성적이며 애정을 가진 사람들이 가진 모든 재주를 필요로 한다. 우리는 그저 데이터와 컴퓨터만으로는 이 사회를 유지할 수는 없다."라고 설명한다.
그의 저서 <제3의 물결>에서 그는 세 가지 유형의 사회를 설명하고 이를 "물결"에 비유했다. 각 물결은 구시대의 사회와 문화를 제치고 새로운 사회와 문화를 그 위에 만들게 된다.
- 첫 번째 물결은 농업 혁명에 의한 수렵 채집의 문명이 농경사회로 대체되는 혁명적 사회 변화이다.
- 두 번째 물결은 핵가족, 공장 같은 교육시스템 과 기업의 주요 요소를 가진다. 토플러는 " 제2의 물결의 사회는 고도로 산업화되어 있으며 대량생산, 대량분배, 대량소비, 대량교육, 대량휴양, 대중문화와 대량살상무기들에 기반하고 있다. 이러한 것들은 표준화, 중앙화, 집중화 그리고 동기화를 통해 엮어지게 되며 우리들이 관료주의라 부르는 조직에 의해 운영된다.
- 세 번째의 "제3의 물결"은 후기 산업화 사회이다. 1950년대 후반부터 이미 제2의 물결의 사회에서 제3의 물결의 사회로의 변혁이 일어나기 시작했으며 제3의 물결은 흔히 불리듯 정보화 사회 같은 이름에 의해 설명되고 있다. 이 사회에서는 탈 대량화, 다양화, 지식기반 생산과 변화의 가속이 있을 것이라고 그는 예측했으며 그는 "변화는 탈선형화되어 있으며 거꾸로도, 앞으로도 그리고 옆으로도 발전이 가능하다."라고 주장하고 있다.

후기산업사회에서는 다양한 라이프스타일(Lifestyle,Subcults)이 존재하며 유동적 조직(Adhocracies)들이 보다 이런 변화에 빠르게 적응할 수 있다. 정보는 대부분의 물질적 자원을 대신할 수 있으며 보다 유연하게 관계 하는 노동자들을 위한 가장 주요한 자원이 되는 것이 가능하다. 대량생산은 싸고, 개인화된 소규모의 시장을 대상으로 하는 생산을 가능하게 만들었으며 생산자와 소비자의 간격은 조합 시스템에 의해 점점 가까워지고 있다. 생산자와 소비자가 합쳐진 "프로슈머"(Prosumers)는 스스로가 자신의 니즈를 충족시키려고 하고 있다. 이것은 기술의 새로운 발달로 인해 생기는 급진적인 융합의 과정에서 일어난 현상이다.

## 비판
엘빈 토플러가 저술한 물결 시리즈는 인류의 역사를 관통하는 것처럼 보이지만 사실상 문화 절대주의 관점의 백인 우월주의를 기반으로 세워졌다는 비판을 받는다. 서구의 정보사회는 발전된 사회로, 비서구 사회는 제2나 제1의 물결이나 하는 사회로 저술했기 때문이다. 책에서는 수렵 채집 사회는 미개하고 원시적인 것으로, 전혀 발전하지 못한 하등한 사회로 보고 농업사회나 중국의 제조업 사회 등은 아직 덜 발전한 사회로 본다. 모든 나라의 최종적 발전이 정보사회라면 농사는 누가 짓고 제조는 누가 하겠느냐는 것이 비판가들의 주요 입장이다. 그들은 엘빈 토플러의 사고가 국제적 분업 체계 속에서 형평성을 잃어버린 사고 방식이라고 비판한다. 농업으로 성공하는 것은 진보된 사회라고 볼 수 없는 건지, 어떤게 더 진보된 것이고 어떤게 더 발전된 것인지, 그에 미치지 못하는 하등한 존재는 무엇인지 등의 우열을 나눈다는 것은 굉장히 편협한 사고이고 단순히 역사 단선화의 오류가 아니냐는 것이다.
엘빈 토플러 뿐만 아닌 주요 서양 사회학자들이 연구한 자문화 중심주의적 학문이 비서양사회 학생들에게 마치 그것이 진리인 척 하며 잘못 주입되고 있다는 점도 비판받을 만 하다. 이는 그들의 학문을 공부한 비서구의 젊은이들이 자연스레 문화 사대주의적 사상을 가지게 된다는 위험을 지닌다. 그들 학문의 학문적 가치는 인정하되 그걸 그대로 수용하지 말고 비판적으로 인식해야 한다는 주의점을 지닌다.

## 21세기의 한국 비전
2001년 6월 7일 토플러는 한국정부의 의뢰를 받아 만든 보고서 "21세기 한국비전"을 발표한다. 이 보고서에서 그는 한국이 선택의 기로에 서있으며 스스로 선택하지 못한다면 선택을 강요 당할 것이라고 하며 세계경제에서 저임금을 바탕으로 한 종속국으로 남을 것인가, 경쟁력을 갖춘 선도국이 될 것인가의 빠른 선택이 이뤄져야 한다고 하였다. 한국이 경제위기를 겪은 것은 산업화 시대의 경제발전모델로 발전한 1970~80년대와는 다른 새로운 가치창출 양식이 등장하여 이전 모델이 더 이상 들어 맞지 않기 때문이라고 지적하고 혁신적인 '지식기반 경제'를 만들어 나갈 것을 제안했다. 특히 일본의 실수를 되풀이하지 말고 혁신을 간헐적인 것이 아니라 지속적으로 시도하고 이를 잘 대우하며 보상하는 문화를 갖출 것을 제시하였으며 생명공학과 정보통신의 두 가지 강력한 추진력을 서로 융합하여 발전시켜야한다고 주장하였다. 이 밖에도 굴뚝경제시대의 교육체제를 개혁하여 지난 세기의 제2의 물결식의 산업체제로 길러지는 학교의 교육시스템을 보다 유연하고 지식기반 경제로 나아갈 수 있는 인재를 길러 주는 시스템을 통해 새로운 환경에 적응할 능력을 키워야한다고 주장하였다.

## 저서
- 《퓨처 쇼크》, (Future Shock) 1970년 ISBN 89-475-2003-9
- 《에코스파즘》, (The Eco-Spasm Report)1975년 ISBN 89-08-06095-2
- 《제3의 물결》,(The Third Wave) 1980년 ISBN 89-7055-670-2
- 《권력이동》, (Powershift: Knowledge,Wealth and Violence at the Edge of the 21st Century)1990년 ISBN 89-475-2001-2
- 《전쟁과 반전쟁》, (War and Anti-War) 1995년 ISBN 89-475-2006-3
- 《부의 미래》, (Revolutionary Wealth) 2006년, 김중웅 옮김, 청림출판 ISBN 89-352-0658-X
- 《불황을 넘어서》, (Beyond Depression) 2009년, 김 옮김, 청림출판 ISBN 978-89-352-0773-2

## CF
1995년 SK하이닉스
2012년 KB증권

## 읽을거리
- 위기를 넘어서: 21세기 한국의 비전 보관됨 2016-07-03 - 웨이백 머신, KISDI, 2001

## 같이 보기
- 허먼 칸(en:Herman Kahn) - 박정희 대통령의 미래학 교사
- 짐 데이터(영어판) - 세계미래학회 회장
- 존 나이스비트(영어판)
- 제러미 리프킨
- 재러드 다이아몬드
- H. G. 웰스